# Península Greene
La península Greene (en inglés: Greene Peninsula) (54°21′S 36°26′O / -54.350, -36.433) es una península montañosa entre el fiordo Moraine y la bahía Cumberland Este, en la isla Georgia del Sur. Fue nombrado por el Comité Antártico de Lugares Geográficos del Reino Unido en 1979 por Stanley Wilson Greene, briólogo británico que trabajó en Georgia del Sur a partir de 1960, con la British Antarctic Survey, entre 1969 y 1974, y el Instituto de Ecología Terrestre en Penicuik, Reino Unido, a partir de 1974.